# کوجی اوئنو
کوجی اوئنو (انگلیسی: Kōji Ueno؛ زادهٔ ۱ فوریهٔ ۱۹۶۰) موسیقی‌دان، و آهنگساز اهل ژاپن است.